# Echinussa
Echinussa là một chi nhện trong họ Salticidae.